# Xiphidiopsis lita
Xiphidiopsis lita är en insektsart som beskrevs av Morgan Hebard 1922. Xiphidiopsis lita ingår i släktet Xiphidiopsis och familjen vårtbitare. Inga underarter finns listade i Catalogue of Life.